# Viraggio (micologia)

Simbolo micologico che indica il viraggio della carne

In micologia il viraggio è una caratteristica della carne dei funghi di virare da un colore neutro, solitamente il bianco, ad un colore blu intenso o rosso, grigio e nerastro (in rari casi) se lacerata o tagliata.
Questa caratteristica è dovuta alla presenza di particolari sostanze chimiche, che al contatto con l'ossigeno dell'aria si ossidano e virano, cioè cambiano colore.